# 野上龍雄
野上 龍雄（のがみ たつお、1928年3月28日 - 2013年7月20日 ）は、脚本家。東京都出身。

## 略歴
1928年（昭和3年）東京府生まれ。父親は最高裁判事。野上は妾腹の芸者の子で、吃音で背も低かった。
旧制開成中学、松本高等学校文科を経て、東京大学文学部仏文科卒業。松竹の助監督試験を二年連続で受け、筆記試験は抜群ながら面接で落とされ、二年目に面接官だった中村登から「去年も君のことが問題になった。吃りでも現場が務まるのかと。だから、来年からもう来てくれるな」と言われた。大映脚本家養成所でシナリオ・ライターとなる。大映企画部員だった羽佐間重彰はここからの付き合い。1957年、羽佐間と一緒に京王帝都電鉄が関係していた映画会社「日映」に移籍するが同社は10ヵ月で倒産。羽佐間はニッポン放送に入社するが、野上はインチキプロダクションで助監督をやった後、脚本家に弟子入りし本格的に脚本家デビューした。倉本聰をテレビ局に紹介したのは野上という。以降、映画、テレビの脚本を多数書き上げた。
映画の脚本では東映において時代劇・やくざ映画のシナリオを数多く執筆した。野上は「東映のプログラムピクチャーを書いている頃は、ホンが良くなる直しは一度もしたことがない。やったことは短くする直しだった」と言っていたという。
テレビでは野村胡堂原作のフジテレビ系『銭形平次』の初回（1966年5月4日放映）とカラー化第1作（第140話、1969年1月1日放映）を担当したのを始め、池波正太郎原作の時代劇『鬼平犯科帳』『剣客商売』の脚本や、長期シリーズとなった朝日放送の『必殺シリーズ』の脚本を多数執筆。劇場版などの長編シリーズも手がけ、同シリーズを支えた重鎮の脚本家としても著名である。
実際の最後の作品は2005年の『男たちの大和/YAMATO』であるが、製作サイドと揉めてクレジットから外されている。
2013年7月20日午後3時10分、老衰のため死去。85歳没。

## 作風
- 組織に利用され裏切られる若きやくざの悲劇『現代やくざ 血桜三兄弟』、孤独に生きる渡世人の悲しみを描いた傑作『木枯らし紋次郎 関わりござんせん』、大西瀧治郎中将を描いた『あゝ決戦航空隊』(笠原和夫、相良俊輔と共同執筆)、三代将軍継嗣問題を巡る徳川家の骨肉の争いを描いた大作『柳生一族の陰謀』(深作欣二、松田寛夫と共同執筆)、山田風太郎の小説を原作として島原の乱で鎮圧されたキリシタン民衆の怨念を報いんとする男の執念と彼に立ちはだかる剣豪との対決を描いた『魔界転生』(深作欣二、石川孝人と共同執筆)と、野上作品の題材は多岐に渡る。

- 心理描写が繊細、そして、熱い感情の表現が強烈で見る者の心に緊張感を与える迫力がある。『柳生一族の陰謀』（1978年）のラストのどんでん返しにおいて、予期せぬ事態に動転し錯乱状態に陥った主人公柳生宗矩（萬屋錦之介）が絶叫する「夢でござる」という台詞は流行語にもなった。

- 『必殺シリーズ』では、虐げられて生きる存在の悲しみや怨念を描いた作品において数多くの傑作を発表している。

## 映画脚本作品
- 紅蝙蝠（1958年）
- 南国太平記 比叡の血煙り（1960年）
- 南国太平記 薩摩の狼火（1960年）
- 次郎吉囃子 千両小判（1960年）
- 神田祭り 喧嘩笠（1960年）
- 遊侠の剣客 つくば太鼓（1960年）
- 八州血煙り笠（1961年）
- 夜霧の長脇差（1961年）
- 白馬城の花嫁（1961年）
- 豪快千両槍（1961年）
- ちいさこべ（1962年）
- 地獄の影法師（1962年）
- 若ざくら喧嘩纏（1962年）
- いれずみ半太郎（1963年）
- 恋と十手と巾着切（1963年）
- てなもんや三度笠（1963年）
- 若様やくざ 江戸っ子天狗（1963年）
- 風の武士（1964年）
- 女の小箱より 夫が見た（1964年）
- 新吾番外勝負（1964年）
- 何処へ（1964年）
- 日本侠客伝（1964年）
- 御金蔵破り（1964年）
- 日本侠客伝 浪花編（1965年）
- 赤い手裏剣（1965年）
- 股旅 三人やくざ（1965年）  笠原和夫・中島貞夫と共同脚本、監督沢島忠、出演中村錦之助（萬屋錦之介）
- 無頼漢仁義（1965年）
- のれん一代　女侠（1966年）
- 夜霧の慕情（1966年）
- 日本暗黒街（1966年）
- 日本侠客伝 雷門の決斗（1966年）
- 暗黒街シリーズ 荒っぽいのは御免だぜ（1967年）
- 夜霧よ今夜も有難う（1967年）
- 喜劇 競馬必勝法 大穴勝負（1968年）
- 産業スパイ（1968年）
- 喜劇 競馬必勝法 一発勝負（1968年）
- 緋牡丹博徒 一宿一飯（1968年）
- 日本女侠伝 侠客芸者（1969年）
- カポネの舎弟 やまと魂（1971年）
- 日本女侠伝 血斗乱れ花（1971年）
- 現代やくざ 血桜三兄弟（1971年） 監督中島貞夫、出演菅原文太
- 追いつめる（1972年）
- 望郷子守唄（1972年）
- 博奕打ち外伝（1972年）
- 木枯らし紋次郎 関わりござんせん（1972年）  監督中島貞夫
- 鉄砲玉の美学（1973年）
- まむしの兄弟 刑務所暮らし四年半（1973年）
- 唐獅子警察（1974年）  監督中島貞夫
- あゝ決戦航空隊（1974年）  笠原和夫と共同脚本、監督山下耕作
- 脱獄広島殺人囚（1974年）　監督中島貞夫
- 暴動島根刑務所（1975年）  監督中島貞夫
- 暴力金脈（1975年）  笠原和夫と共同脚本、監督山下耕作
- 超高層ホテル殺人事件（1976年）
- トラック野郎・望郷一番星（1976年）
- トラック野郎・度胸一番星（1977年）
- 柳生一族の陰謀（1978年）  松田寛夫・深作欣二と共同脚本、監督深作欣二
- 悪魔が来りて笛を吹く（1979年）  原作横溝正史
- 青春の門（1981年）
- 魔界転生（1981年）  石川孝人・深作欣二と共同脚本、出演千葉真一・沢田研二・若山富三郎、監督深作欣二
- 真夜中の招待状（1981年）
- 道頓堀川（1982年）
- 人生劇場（1983年）  深作欣二・佐藤純彌・中島貞夫と共同脚本
- 南極物語（1983年）
- 白蛇抄（1983年）
- 必殺! THE HISSATSU（1984年） 吉田剛と共同脚本、監督貞永方久
- 必殺! III 裏か表か（1986年） 保利吉紀・中村勝行と共同脚本、監督工藤栄一
- 必殺4 恨みはらします（1987年） 深作欣二・中原朗と共同脚本、監督深作欣二
- おろしや国酔夢譚（1992年）
- 女ざかり（1994年）
- 鬼平犯科帳（1995年）
- 必殺! 三味線屋・勇次（1999年）
- 本日またまた休診なり（2000年）

## テレビ脚本作品（一部）
- 必殺シリーズ（制作：朝日放送・松竹）
  - 『必殺仕置人』（1973年）出演:山﨑努・沖雅也・野川由美子・津坂匡章（秋野太作）・菅井きん・白木万理・藤田まこと
    - エンディングナレーション
    - 「いのちを売ってさらし首」ゲスト：今出川西紀・大滝秀治

念仏の鉄（山崎）・棺桶の錠（沖）・中村主水（藤田）、シリーズ初登場、監督貞永方久
    - 「人間のクズやお払い」（朝日放送での再放送では「ならず者成敗します」で放映、DVDは原題のまま）ゲスト：林隆三・黒沢年男（黒沢年雄）、監督三隅研次

  - 『助け人走る』（1973年－1974年）出演:田村高廣・中谷一郎・野川由美子・津坂匡章（秋野太作）・小山明子・山村聰
    - 「女郎大脱走」ゲスト：内田朝雄、監督蔵原惟繕
    - 「営業大妨害」ゲスト：京唄子・滝恵一、監督三隅研次
    - 「女心大着服」ゲスト：吉行和子・寺田農、監督三隅研次
    - 「逃亡大商売」ゲスト：伊丹十三・弓恵子、監督松野宏軌

  - 『暗闇仕留人』（1974年）出演:石坂浩二・近藤洋介・野川由美子・津坂匡章（秋野太作）・藤田まこと
    - 「自滅して候」ゲスト：山本學

  - 『必殺必中仕事屋稼業』（1975年）出演:緒形拳・林隆三・岡本信人・大塚吾郎・中尾ミエ・草笛光子
    - 「出たとこ勝負」ゲスト：石橋蓮司、監督三隅研次、村尾昭と下飯坂菊馬と共作
    - 「いかさま大勝負」ゲスト：桃井かおり、監督工藤栄一
    - 「ぶっつけ勝負」ゲスト：天津敏、監督松野宏軌

  - 『必殺仕置屋稼業』（1975年－1976年）出演:沖雅也・新克利・渡辺篤史・中村玉緒・菅井きん・白木万理・藤田まこと
    - 「一筆啓上不実が見えた」

  - 『必殺仕業人』（1976年）出演:中村敦夫・大出俊・中尾ミエ・渡辺篤史・菅井きん・白木万理・藤田まこと
    - 「あんたあの娘をどう思う」ゲスト：テレサ野田、監督工藤栄一
    - 「あんたこの神隠しをどう思う」ゲスト：山田吾一、監督工藤栄一
    - 「あんたこの無法をどう思う」ゲスト：横山リエ、監督松野宏軌

  - 『新・必殺仕置人』（1977年）出演:藤田まこと・中村嘉葎雄・火野正平・中尾ミエ・河原崎建三・藤村富美男・山崎努
    - エンディングナレーション（「必殺仕置人」の物と同一）
    - 「問答無用」ゲスト：岸田森、監督工藤栄一、鉄・主水再会
    - 「裏切無用」ゲスト：五味龍太郎・名和宏、監督高坂光幸
    - 「約束無用」ゲスト：綿引洪（綿引勝彦）、監督工藤栄一
    - 「愛情無用」ゲスト：戸浦六宏・黒部進、監督高坂光幸

  - 『新・必殺からくり人・東海道五十三次殺し旅』（1977年－1978年）出演:近藤正臣・芦屋雁之助・山田五十鈴
    - 「東海道五十三次殺し旅　三島」
    - 「東海道五十三次殺し旅　原宿」

  - 『江戸プロフェッショナル・必殺商売人』（1978年）　出演:藤田まこと・梅宮辰夫・火野正平・鮎川いづみ・菅井きん・白木万理・草笛光子
    - 「女房妊娠！主水慌てる」
    - 「むかし夫婦いま他人」
    - 「裏の稼業にまた裏稼業」

  - 『翔べ! 必殺うらごろし』（1978年－1979年）出演:中村敦夫・和田アキ子・火野正平・鮎川いづみ・市原悦子
    - 「仏像の眼から血が出た」監督森崎東
    - 「突如奥方と芸者の人格が入れ替った」

  - 『必殺仕事人』（1979年－1981年）出演:藤田まこと・伊吹吾郎・三田村邦彦・山田隆夫・三島ゆり子・鮎川いずみ・二代目中村鴈治郎・山田五十鈴・木村功
    - 「主水の浮気は成功するか？」ゲスト：岸田森
    - 「主水おびえる！闇に光る眼は誰か？」ゲスト：結城しのぶ
    - 「主水をあやつるバチの音は誰か？」ゲスト：江幡高志・花紀京
    - 「櫛技斬！子守唄」ゲスト：吉田日出子

  - 『特別編 必殺仕事人 恐怖の大仕事 水戸・尾張・紀伊』（1981年1月2日）出演:藤田まこと・伊吹吾郎・三田村邦彦・三島ゆり子・鮎川いずみ・菅井きん・白木万理・中条きよし・フランキー堺・京マチ子
  - 『必殺仕舞人』（1981年）京マチ子・高橋悦史
    - 「恨みがよんでる佐渡おけさ」ゲスト：戸浦六宏

  - 『新・必殺仕事人』（1981年－1982年）出演:藤田まこと・中条きよし・三田村邦彦・鮎川いずみ・菅井きん・白木万理・山田五十鈴
    - 「主水腹が出る」
    - 「主水気分滅入る」
    - 「主水子守する」
    - 「主水仕事仕舞いする」

  - 『必殺シリーズ10周年スペシャル 仕事人大集合』（1982年10月1日）出演:藤田まこと・三田村邦彦・中条きよし・菅井きん・白木万理・山田五十鈴・緒形拳・沖雅也・二代目中村鴈治郎

二代目中村鴈治郎、「必殺シリーズ」最後の出演作品
- - 『必殺仕事人IV』（1983年－1984年）出演:藤田まこと・中条きよし・三田村邦彦・菅井きん・白木万理・山田五十鈴
    - 「主水晩めしをすっぽかされる」

  - 『必殺橋掛人』（1985年）出演:津川雅彦・宅麻伸・西崎みどり・高部知子・萬田久子
    - 「江戸絵図の謎を探ります」

## その他の脚本作品
- 『三匹の侍』（1963年 - 1969年、CX）出演：丹波哲郎（第1シリーズのみ）、平幹二朗、長門勇、加藤剛 （第2シリーズ以降）
- 『宮本武蔵』（1965年、NTV） 原作：吉川英治、出演：北大路欣也
- 『銭形平次』（1966年 - 1984年、CX・東映）出演：大川橋蔵　※第1回放送の脚本及びカラー化第1回の脚本
- 『八つ墓村』（1969年、NET）原作：横溝正史
- 『江戸巷談 花の日本橋』（1971年、KTV・東映）
  - 第13話 男が命を賭ける時、第14話 けんか野郎と町奉行※原案でクレジット、脚本森田新
    - 出演：松方弘樹、大友柳太朗、野川由美子、山形勲、監督：倉田準二
- 『子連れ狼』（1973年、日本テレビ）出演：萬屋錦之介
- 『長谷川伸シリーズ「瞼の母」』（1973年、NET・東映）原作：長谷川伸、出演：高橋英樹
- 『右門捕物帖』（1974年、NET・東映）第32話「二十一年目の謎」出演：杉良太郎、伊藤雄之助、監督：小沢啓一
- 『不死蝶』（1978年、毎日放送）　原作：横溝正史、出演：古谷一行、監督：森一生
- 『柳生一族の陰謀』（1978年、KTV・東映）出演：千葉真一、山村聰
- 『雲霧仁左衛門・名古屋編』（1987年、 ANB・東映）　原作：池波正太郎、出演：松方弘樹、浅野ゆう子
- 『奇兵隊』（1989年12月30日・31日、NTV・ユニオン映画）出演：松平健、伊藤蘭、津川雅彦、中村雅俊、高橋英樹、監督：斎藤武市
- 『雲霧仁左衛門』（1991年3月29日、CX・東映） 原作：池波正太郎、出演：萬屋錦之介、松方弘樹、石立鉄男、二宮さよ子
- 『球形の荒野』（1992年2月7日、CX）  原作：松本清張、出演：若村麻由美、田中実、平幹二朗
- 『刑事追う!』（1996年、テレビ東京）出演：役所広司、ゲスト：火野正平、阿藤海